# 郑亚 (唐朝)
鄭亞（？—851年），字子佐。荥阳人。
自幼聪悟絶伦，元和十五年進士，应贤良方正、直言極諫制科。吏部调选，再度以书判拔萃，連中三科。累迁谏议大夫、给事中。大中元年（847年）二月，官桂管（今廣西桂林）觀察使，聘用李商隱為書記。大中二年（848年）二月，因吴湘案牽連，再贬为循州（惠州）刺史。大中五年（851年）卒於任所。娶李翱女。有子鄭畋、祕書監郑畯、郑毗字輔臣。